# آزالیا (ایندیانا)
آزالیا (به انگلیسی: Azalia) یک منطقهٔ مسکونی در ایالات متحده آمریکا است که در شهرستان بارتولما، ایندیانا واقع شده‌است. آزالیا ۱۸۱٫۹۷ متر بالاتر از سطح دریا واقع شده‌است.